# Sewan-Forelle
Die Sewan-Forelle (Salmo ischchan) ist eine Fischart, die im Sewansee in Armenien endemisch ist. Die Art ist mit der europäischen Forelle verwandt. In Armenien wird die Art als Ischchan (իշխան, iʃˈχɑn) bezeichnet.
Der Fisch wird aufgrund der Einführung von Konkurrenten in der Sowjet-Ära, wie etwa einer Coregonus-Art, dem Goldfisch und dem Galizischen Sumpfkrebs, und des sinkenden Wasserpegels im Sewansee als gefährdet eingestuft. Andererseits wurde die Sewan-Forelle jedoch erfolgreich im Yssykköl in Kirgistan eingeführt.
Seit 1976 ist der kommerzielle Fang von Sewan-Forellen gesetzlich verboten, zwei Jahre später wurde die Forelle im Rahmen des Sewan-Nationalparks unter Schutz gestellt. Die meisten Sewan-Forellen werden heutzutage in Fischaufzuchtstationen gezüchtet.
Die Sewan-Forelle hat vier Unterarten, die sich aufgrund der Wachstumsrate sowie Laichzeit und -ort voneinander unterscheiden.
- Salmo ischchan ischchan
- Salmo ischchan aestivalis
- Salmo ischchan gegarkuni
- Salmo ischchan danilewskii

Salmo ischchan ischchan ist die größte Unterart und kann bis zu 90 cm lang und 15 kg schwer werden. Salmo ischchan aestivalis hingegen wird nicht einmal 50 cm lang.